# Morocco Tennis Tour Marrakech 2012
Il Morocco Tennis Tour Marrakech 2012 è stato un torneo professionistico di tennis maschile giocato sul cemento. È stata la 6ª edizione del torneo che fa parte dell'ATP Challenger Tour nell'ambito dell'ATP Challenger Tour 2012. Si è giocato a Marrakech in Marocco dal 19 al 25 marzo 2012.

## Partecipanti

### Teste di serie
| Nazionalità | Giocatore            | Ranking* | Testa di serie |
| ----------- | -------------------- | -------- | -------------- |
| Spagna      | Pere Riba            | 89       | 1              |
| Romania     | Victor Hănescu       | 90       | 2              |
| Romania     | Adrian Ungur         | 98       | 3              |
| Spagna      | Daniel Gimeno Traver | 101      | 4              |
| Slovenia    | Blaž Kavčič          | 106      | 5              |
| Slovacchia  | Martin Kližan        | 118      | 6              |
| Francia     | Stéphane Robert      | 122      | 7              |
| Italia      | Alessandro Giannessi | 136      | 8              |

- Ranking al 12 marzo 2012.

### Altri partecipanti
Giocatori che hanno ricevuto una wild card:
- Anas Fattar
- Yassine Idmbarek
- Paul-Henri Mathieu
- Mehdi Ziadi

Giocatori passati dalle qualificazioni:
- Nikoloz Basilašvili
- Victor Crivoi
- Norbert Gombos
- Bastian Knittel

## Campioni

### Singolare
Martin Kližan ha battuto in finale  Adrian Ungur con il punteggio di 3–6, 6–3, 6–0

### Doppio
Martin Kližan /  Daniel Muñoz de la Nava hanno battuto in finale  Íñigo Cervantes /  Federico Delbonis con il punteggio di 6–3, 1–6, [12-10]